# سینما نائیری
سینما نائیری (ارمنی: Նաիրի կինոթատրոն) دومین سالن بزرگ سینما در شهر ایروان، ارمنستان است.
این سینما که در سال ۱۹۲۰ میلادی تأسیس شده در خیابان ماشتوتس قرار دارد، سینما نائیری دارای یک سالن اصلی با ظرفیت ۲۳۱ صندلی و دو سالن کوچک با ظرفیت ۴۲ و ۱۲ صندلی می‌باشد.